# Липовое (Лиманский район)
Ли́повое (укр. Липове) — село на Украине, находится в Лиманском районе Донецкой области.
Код КОАТУУ — 1423083204. Население по переписи 2001 года составляет 101 человек.  Телефонный код — 6261.

## Адрес местного совета
84420, Донецкая область, Лиманский р-н, с. Редкодуб, ул.Ленина, 108